# 對立教宗本篤十世
本篤十世（Benedict X）是一位對立教宗，1058年至1059年在位。

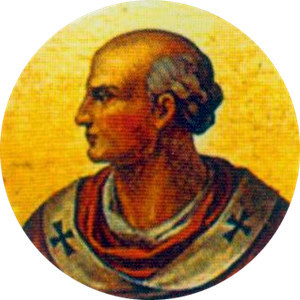
本篤十世

本篤十世本名喬萬尼（Giovanni），是本篤九世的姪子，屬於圖斯庫洛家族。當斯德望九世於1058年去世時，喬萬尼被選為繼任教宗，但被羅馬教會使者希爾德布蘭德（日後的額我略七世）反對，希爾德布蘭德使尼各老二世在1059年當選為教宗並宣布本篤十世為不合法的對立教宗。

## 譯名列表
- 本篤十世：天主教香港教區禮儀委員會：禧年專頁 （页面存档备份，存于）、香港天主教教區檔案　歷任教宗、《大英簡明百科知識庫》2005年版[永久]作本篤。
- 本尼狄克十世：《世界人名翻譯大辭典》1993年版作本尼狄克。

1. ↑  Kelly, J. N. D. and Walsh, M. J. (2010). Oxford Dictionary of Popes. second ed. Oxford: Oxford University Press. P. 151